# Broder B. Hendrix
Broder B. Hendrix, eigentlich Broder Hinrichsen (* 1963 in Flensburg), ist ein deutscher Schauspieler.

## Leben und Wirken
Broder B. Hendrix machte seine Schauspielausbildung von 1988 bis 1991 in München und New York. Er nahm zu der Zeit auch Gesangs- und Tanzunterricht. Bekannt wurde er vor allem durch seine Rolle als Gero von Sterneck in der Fernsehserie Verbotene Liebe. Seitdem wirkte er in vielen Fernsehproduktionen mit. Außerdem spielte Broder B. Hendrix in sieben Folgen der Krimiserie SOKO 5113 jeweils in einer anderen Rolle mit.

## Filmografie (Auswahl)
- 1995–2005: Verbotene Liebe (415 Episoden)
- 1997: Geliebte Schwestern (Fernsehserie)
- 1998–2003: Lindenstraße (3 Episoden)
- 1998–2009: SOKO 5113 (7 Episoden)
- 1999: Mallorca – Suche nach dem Paradies (Fernsehserie)
- 2000: Lava
- 2003: Wolffs Revier – Fahrerflucht
- 2006: Kunstfehler (Fernsehfilm)
- 2006: M.E.T.R.O. – Ein Team auf Leben und Tod – Krim-Kongo
- 2006: SOKO Köln – Späte Liebe
- 2008: Stolberg – Tod im Wald
- 2008: Maddin in Love (Fernsehserie)
- 2008: Kleine Lüge für die Liebe (Fernsehfilm)
- 2009: Aktenzeichen XY … ungelöst (Fernsehreihe)
- 2010: Tatort – Tod auf dem Rhein
- 2010: SOKO Köln – Preis der Schönheit
- 2010: SOKO Stuttgart – Schrödingers Katze
- 2011: Die Rosenheim-Cops – Ex und Hopps
- 2011: Die Relativitätstheorie der Liebe
- 2011: Der Staatsanwalt – Käufliche Liebe